# Dichapetalum oblongum
Dichapetalum oblongum är en tvåhjärtbladig växtart som först beskrevs av Joseph Dalton Hooker och George Bentham, och fick sitt nu gällande namn av Adolf Engler. Dichapetalum oblongum ingår i släktet Dichapetalum och familjen Dichapetalaceae. Inga underarter finns listade i Catalogue of Life.